# Bomi
Bomi is een county in het zuidwesten van Liberia. Anno 2007 telt de county van een kleine 2000 vierkante kilometer ongeveer 86.000 inwoners. De hoofdstad van Bomi is Tubmanburg.

## Geschiedenis
In 1984 was Bomi nog een van de zes territoria van Liberia. Drie daarvan, waaronder Bomi, behoorden tot de county Montserrado. Later dat jaar werd Bomi gepromoveerd en afgesplitst als een aparte county.

## Grenzen
Bomi heeft een zeegrens:
- In het zuidwesten aan de Atlantische Oceaan.

De county deelt verder een grens met drie andere county's:
- Gbarpolu in het noorden.
- Grand Cape Mount in het westen.
- Montserrado in het oosten.

## Districten
De county bestaat uit vier districten:
- Dewoin
- Klay
- Mecca
- Senjeh

Bomi · Bong · Gbarpolu · Grand Bassa · Grand Cape Mount · Grand Gedeh · Grand Kru · Lofa · Margibi · Maryland · Montserrado · Nimba · River Cess · River Gee · Sinoe